# Mari El Republic Cup
Il Mari El Republic Cup è un torneo professionistico di tennis giocato su campi in cemento. Fa parte dell'ITF Men's Circuit e dell'ITF Women's Circuit. Si gioca annualmente a Joškar-Ola in Russia.

## Albo d'oro

### Singolare maschile
| Anno | Campionessa    | Finalista          | Punteggio     |
| ---- | -------------- | ------------------ | ------------- |
| 2013 | Boy Westerhof  | Konstantin Kravčuk | 1–6, 6–2, 6–4 |
| 2014 | Denys Molčanov | Mikhail Biryukov   | 6–4, 6–0      |

### Doppio maschile
| Anno | Campionesse                      | Finaliste                          | Punteggio                   |
| ---- | -------------------------------- | ---------------------------------- | --------------------------- |
| 2013 | Antal van der Duim Boy Westerhof | Jahor Herasimaŭ Andrej Vasilevskij | 7–6(10–8), 6–3              |
| 2014 | Mikhail Biryukov Denys Molčanov  | Denis Matsukevich Stanislav Vovk   | 7–6(7–5), 6–7(9–11), [10–5] |

### Singolare femminile
| Anno | Campionessa         | Finalista       | Punteggio   |
| ---- | ------------------- | --------------- | ----------- |
| 2012 | Margarita Gasparjan | Nadežda Kičenok | 7–5, 7–6(3) |

### Doppio femminile
| Anno | Campionesse                         | Finaliste                         | Punteggio        |
| ---- | ----------------------------------- | --------------------------------- | ---------------- |
| 2012 | Margarita Gasparjan Veronika Kapšaj | Iryna Burjačok Valerija Solov'ëva | 6–4, 2–6, [11–9] |